# غلين هاربر
غلين هاربر هو لاعب كرة القدم الكندية كندي، ولد في 12 سبتمبر 1962.